# New Stuyahok
New Stuyahok é uma cidade localizada no estado americano de Alasca, no Dillingham Census Area.

## Demografia
Segundo o censo americano de 2000, a sua população era de 471 habitantes.
Em 2006, foi estimada uma população de 476, um aumento de 5 (1.1%).

## Geografia
De acordo com o United States Census Bureau, a localidade tem uma área de 89,6 km², dos quais 84,5 km² cobertos por terra e 5,1 km² cobertos por água.

## Localidades na vizinhança
O diagrama seguinte representa as localidades num raio de 72 km ao redor de New Stuyahok.